# Marika Lindgren Åsbrink
Jenny Marika Lindgren Åsbrink, född 12 februari 1980, är en svensk socialdemokratisk politiker, författare, bloggare och socialdemokratisk ideolog. 

## Biografi
Lindgren Åsbrink är dotter till Anne-Marie Lindgren, bland annat utredningschef vid Arbetarrörelsens Tankesmedja, och Erik Åsbrink, före detta socialdemokratisk finansminister.
År 2007 gav hon tillsammans med sin mor ut boken Systrar, kamrater! där nio av arbetarrörelsens kvinnliga pionjärer porträtteras. 
Hon har studerat nationalekonomi vid Stockholms universitet och hennes magisteruppsats publicerades i förkortad version i Ekonomisk debatt, nr 6 2007, ”Vad förklarar Sverigedemokraternas framgång?”.
Lindgren Åsbrink var huvudsekreterare i den socialdemokratiska kriskommissionen 2010–2011, och biträdande sekreterare i partiets programkommission 2011–2013. Hon har även varit ordförande för grundskole- och gymnasienämnden i Sundbybergs kommun.
Sedan 2020 har hon en tjänst som chefsutredare för Socialdemokraterna nationellt.

### Som författare
- Lindgren, Anne-Marie; Lindgren Åsbrink, Marika (2007). Systrar, kamrater! : Arbetarrörelsens kvinnliga pionjärer. Stockholm: Idé och tendens. Libris 10609905. ISBN 9789197675628

### Som redaktör
- Lindgren Åsbrink, Marika, red (2013). På toppen av tidens våg: Anne-Marie Lindgren 70 år. Tiden debatt ; 4. Stockholm: Tiden Magasin. Libris 14570346. ISBN 9789198011401
- Lindgren Åsbrink, Marika, red (2019). Kan(s)lihushögern: Frälsare eller dödgrävare?. [Stockholm]: Tiden. Libris mxlslqlzk87vlh4v. ISBN 9789188224811

### Som skribent i antologi
- Kielos, Katrine, red (2009). Den grå vågen: tankar om en ny socialdemokrati (1. uppl.). Stockholm: Hjalmarson & Högberg. Libris 11463526. ISBN 9789172240933
- Ulvenlöv, Johan, red (2010). Netroots: en progressiv bloggrörelse som sätter agendan. Stockholm: Bilda. Libris 11883850. ISBN 9789157481191

### Som rapportförfattare
- Lindgren Åsbrink, Marika (2007). Skapar a-kassan arbetslöshet?: ett kunskaps- och diskussionsunderlag. Rapport ; 3/2007. Stockholm: Arbetarrörelsens tankesmedja. Libris 11566559. http://www.arbetarrorelsenstankesmedja.se/files/oldsite/IMAGES/A-KASSAN-1.PDF
- Lindgren Åsbrink, Marika; Vedin, Ulrika; Almqvist, Anna (2018). Program för en jämlik skola. Jämlikhetsutredningen ; 3. [Stockholm]: Landsorganisationen i Sverige. Libris pzhw7jhgm8zjk938. ISBN 9789156633287
- Almqvist, Anna; Vedin, Ulrika; Löfgren, Anna-Kirsti; Lindgren Åsbrink, Marika (2018). Program för omfördelning: sex punkter för att minska inkomstskillnaderna. Jämlikhetsutredningen ; 15. Stockholm: Landsorganisationen i Sverige. Libris mwfj239rklgb123k. ISBN 9789156633409
- Lindgren Åsbrink, Marika (2018). Och aldrig mötas de två: var bor människor med olika yrken? Om boendesegregation i storstadsregionerna. Jämlikhetsutredningen ; 16. Stockholm: Landsorganisationen i Sverige. Libris dn69vfbzb2vgw5gh. ISBN 9789156633416
- Lindgren Åsbrink, Marika; Almqvist, Anna; Vedin, Ulrika (2019). Program för jämlikhet: jämlikhetsutredningens slutrapport. Jämlikhetsutredningen ; 20. Stockholm: Landsorganisationen i Sverige. Libris t5rwqn1jrkm3tj0n. ISBN 9789156633454